# Right Runner
Right Runner — это инди-платформер, разработанный независимой студией Nexus, базирующейся в Лондоне и Лос-Анджелесе при финансовой поддержки ЮНИСЕФ для бесплатной загрузки в App Store и Google Play. Игра была выпущена в честь международного дня защиты детей и 30 лет с принятия организации объединённых наций конвенции о правах ребёнка. При создании игры, разработчики вдохновлялись «подростками со всего мира, борющимися за перемены».

## Игровой процесс
Игра представляет собой платформер, бесконечный раннер, где игрок управляет персонажем и помогает ему преодолевать разного рода препятствия. Пять представленных уровней воплощают пять ключевых прав ребёнка: право играть, учится, жить в чистой и безопасной среде, жить без насилия и быть услышанным. Игровые локации были созданы по образу трущоб Латинской Америкой и островов Карибского моря. Игра призвана побуждать детей отстаивать и защищать свои права, преодолевая барьеры, основанные на реальных угрозах, с которыми сталкиваются дети реального мира. Игрок, проходя уровень может встречаться с другими детьми, которые присоединяются к игровому персонажу. Игровой персонаж должен кататься на скейтборде по трущобам, пытаться добраться до школы, убегать от наводнения, избегать злых теней, аллегорически изображающих насильников и в конце концов подняться на вершину горы, чтобы заявить о своём праве на голос.